# Markel Irizar
Markel Irizar Aranburu é um ciclista espanhol nascido a 5 de fevereiro de 1980 na localidade guipúscoana de Oñati (País Basco, Espanha). Corre pela equipa estadounidense Trek-Segafredo.

## Biografia

### Ciclismo amador
Em 2002, quando ainda era um ciclista aficionado, lhe foi diagnosticado um câncer testicular. O tratamento consistiu na extirpação do testículo em questão e quimioterapia. O corredor recebeu uma carta escrita à mão pelo ciclista estadounidense Lance Armstrong, quem superou o mesmo tipo de cancro para depois regressar ao ciclismo e conseguir um recorde de sete maillots amarelos consecutivos no Tour de France (1999-2005). A carta de Armstrong (bem como um triunfo no Tour que o texano lhe dedicou quando Irizar se encontrava convalecente) chegou após que o jovem corredor basco tivesse mandado tempo atrás (antes de que lhe fosse diagnosticado o cancro) uma carta a Armstrong interessando pela sua situação.
Em 2003 regressou ao pelotão aficionado nas filas do Olarra-Orbea.

### Ciclismo profissional

#### Euskaltel-Euskadi
Estreiou como profissional no ano 2004 com a equipa Euskaltel-Euskadi e sua actuação mais destacada foi a vitória na classificação da montanha do Tour Down Under, também destacou, um ano antes, na contrarrelógio prólogo da Paris-Nice obtendo a segunda posição.

#### RadioShack
Em 2010 alinhou pela Team RadioShack junto a Lance Armstrong.
Em 2011 ganhou a Volta à Andaluzia.

##### Crítica aos novos dirigentes da sua ex equipa
Markel, em 21 de setembro de 2012, foi um dos assinantes do comunicado na contramão da nova gestão desportiva do Euskaltel-Euskadi face à temporada de 2013 na que, ante a possibilidade da descida de categoria, não renovaram a ciclistas bascos apreciados pela torcida e colegas do pelotão para alinhar a corredores estrangeiros (até dita data a equipa se compunha só de ciclistas basco-navarros ou formados em equipas do ciclismo amador basco-navarro). Estes corredores temeram que os estrangeiros pudessem tirar postos no elenco a corredores bascos e assim se limitasse a opção de ser profissional para muitos deles.

## Palmarés
2010
- 1 etapa do Tour de Poitou-Charentes

2011
- Volta a Andaluzia

## Resultados em Grandes Voltas e Campeonatos do Mundo
Durante a sua carreira desportiva tem conseguido os seguintes postos nas Grandes Voltas e nos Campeonatos do Mundo em estrada:
| Carreira           | 2004 | 2005 | 2006 | 2007 | 2008 | 2009 | 2010 | 2011 | 2012 | 2013 | 2014 | 2015 | 2016 | 2017 | 2018 |
| ------------------ | ---- | ---- | ---- | ---- | ---- | ---- | ---- | ---- | ---- | ---- | ---- | ---- | ---- | ---- | ---- |
| Giro d'Italia      | -    | -    | 90º  | 68º  | 74º  | -    | -    | -    | -    | -    | -    | -    | -    | -    | 134º |
| Tour de France     | -    | -    | -    | -    | -    | -    | -    | 84º  | -    | 103º | 63º  | 93º  | 120º | 135º | -    |
| Volta a Espanha    | -    | Ab.  | 94º  | -    | -    | 114º | -    | 96º  | 93º  | 86º  | -    | 89º  | Ab.  | 119º | 130º |
| Mundial em Estrada | -    | -    | -    | -    | -    | -    | -    | -    | -    | -    | -    | -    | -    | -    | -    |

-: não participa

Ab.: abandono

## Equipas
- Euskaltel-Euskadi (2004-2009)
- Team RadioShack (2010-2011)
- Radioshack/Trek (2012-)
  - RadioShack-Nissan (2012)
  - RadioShack Leopard (2013)
  - Trek Factory Racing (2014-2015)
  - Trek-Segafredo (2016-)